# Alex Rodríguez (monteur)
Pour les articles homonymes, voir Alex Rodriguez (homonymie) et Rodriguez.
Alex Rodríguez (aussi crédité sous le nom de Alexandro Rodriguez et de Alejandro Rodriguez) est un monteur français né le 18 mai 1971 à Saint-Martin-d'Hères. Il est un collaborateur privilégié du réalisateur Alfonso Cuarón.

## Filmographie
- 1998 : Al borde
- 1999 : Todo el poder
- 1999 : Perriférico
- 2001 : Y tu mamá también
- 2002 : El Lugar donde se juntan los polos
- 2003 : Tu mataste a Tarantino
- 2003 : Chacun sa voix
- 2004 : Mr. Firecul
- 2004 : Rabbit on the Moon
- 2005 : The Mistress of Spices
- 2006 : The Listening
- 2006 : Paris, je t'aime (segment "Parc Monceau")
- 2006 : Les Fils de l'homme
- 2007 : Déficit
- 2008 : Rudo y Cursi
- 2008 : Carré blanc
- 2009 : Bhopal: Prayer for Rain
- 2009 : Eating Dust
- 2011 : Carré blanc de Jean-Baptiste Leonetti
- 2014 : Dans le silence de l'Ouest (The Keeping Room) de Daniel Barber
- 2015 : Père et Fille (Fathers and Daughters) de Gabriele Muccino
- 2023 : Tyler Rake 2 (Extraction 2) de Sam Hargrave

## Distinctions
- Oscars 2007 : Nommé à l'oscar du meilleur montage pour Les Fils de l'homme
- Online Film Critics Society Awards 2007 : Nommé à l'oscar du meilleur montage pour Les Fils de l'homme